# Station Achnashellach
Station Achnashellach (Engels: Achnashellach railway station) is het spoorwegstation van de Schotse plaats Achnashellach. Het station ligt aan de Kyle of Lochalsh Line en is geopend in 1870.

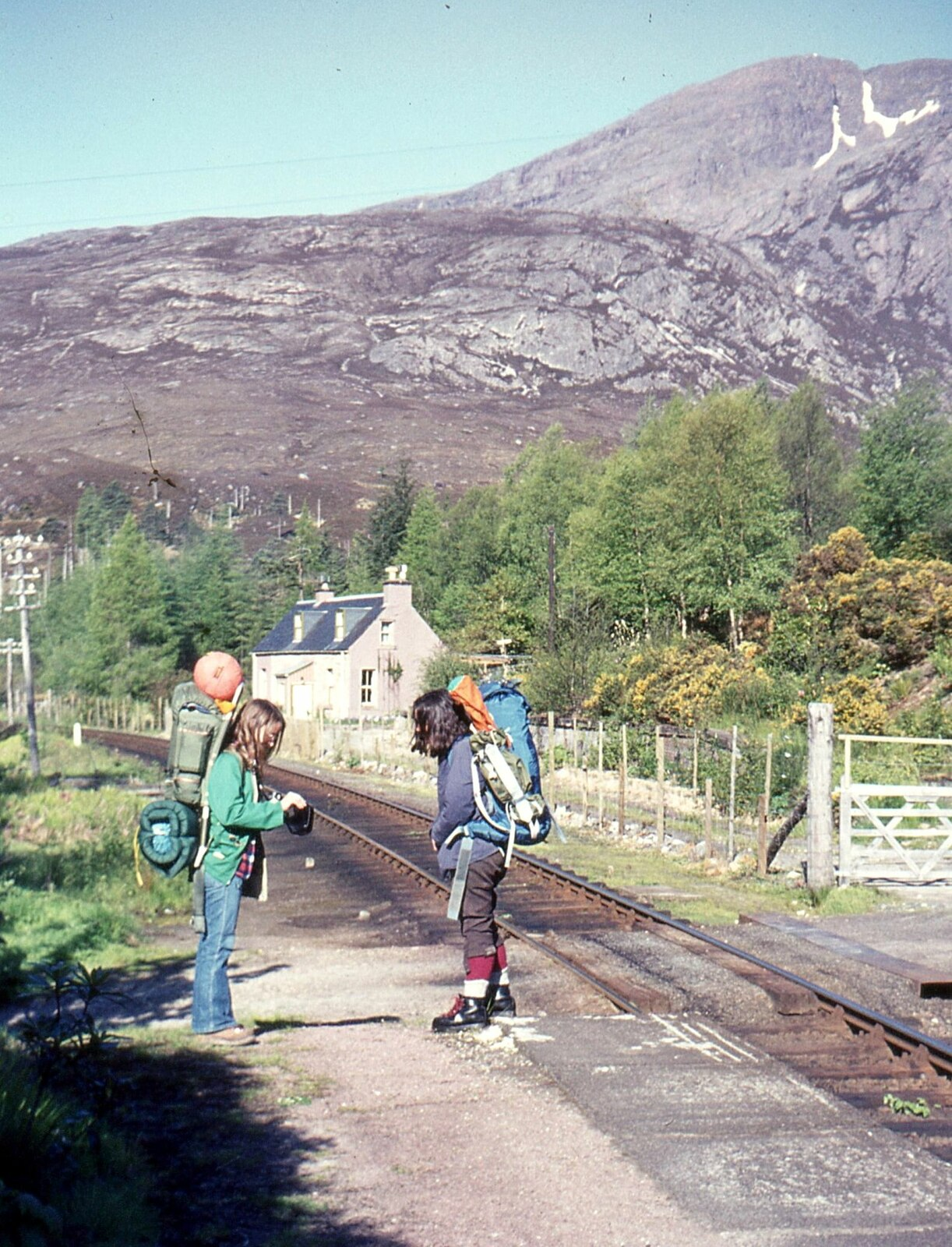
Wandelaars bij station Achnashellach (gelegen aan de Cape Wrath Trail)